# CinéFabrique
La CinéFabrique — École de cinéma est un établissement public d'enseignement destiné à former de jeunes étudiants entre 18 et 26 ans dans les métiers du cinéma et de l'audiovisuel, basé à Lyon et Marseille. C'est une école où sont enseignés les métiers du cinéma (comme l'École nationale supérieure Louis-Lumière et La Fémis, à Paris, et l'École nationale supérieure de l'audiovisuel, à Toulouse).
La CinéFabrique est la seule à proposer une pédagogie basée sur la pratique (100 films sont réalisés chaque année) et qui propose une troisième année en alternance.

## Historique
Fondée en 2015 à l'initiative du réalisateur Claude Mouriéras, son président d'honneur est le réalisateur Abderrahmane Sissako.
Lors de la 72e édition du festival de Cannes en 2019, Louise Courvoisier (première promotion de la CinéFabrique) reçoit le premier prix de la Cinéfondation pour son court métrage Mano a mano. C'est la première fois depuis la création de ce prix au festival de Cannes en 1998, qu'une élève d'une école de cinéma française remporte le premier prix.
En septembre 2021, Emmanuel Macron annonce la création d’une nouvelle CinéFabrique à Marseille.

## Formations
L'école propose des formations dans sept départements : le scénario, l'image, le son, le montage, les VFX, les décors et la production. Elle propose aussi une classe de mise à niveau gratuite réservée aux jeunes boursiers entre 18 et 21 ans résidant en région Auvergne-Rhône-Alpes, la COP
La formation initiale se veut être d'excellence, comme en témoignent les prestigieux intervenants qui viennent former les étudiants. Elle dispense ainsi une formation technique de haut niveau qui s'accompagne d'une recherche artistique permanente, par le prisme des tournages très fréquents et par l'enseignement théorique (bien que ce dernier soit minoritaire). Cet enseignement d'exception est couronné par une troisième année qui se déroule en alternance. L'école offre la possibilité aux étudiants de travailler sur des tournages de longs métrages (Nos batailles, Alice et le Maire…), d'aller chez des loueurs de matériel de cinéma (Groupe TSF, etc.), des entreprises de post-production son, image, montage (Polyson), etc.

### Le diplôme
À l’issue de leur deuxième année, il est accordé aux étudiants – de la CinéFabrique Lyon uniquement – 120 crédits ECTS par l'université Lumière-Lyon-II, qui valident le diplôme universitaire (DU) intitulé « Pratiques et techniques du cinéma et du multimédia ».
Cette validation leur permet d’entrer en troisième année, dans l'objectif d'obtenir le diplôme d'établissement de la CinéFabrique ainsi que le diplôme national de licence professionnelle « Techniques du son et de l’image » de l’université Lumière-Lyon-II.
La CinéFabrique délivre également des cinq titres à finalité professionnelle inscrits au RNCP « Directeur.ice de la Photographie », « Ingénieur.e du son », « Scénariste », « Chef.fe Monteur.se », « Producteur.ice » sont reconnus par l'État ; « Chef.fe décorateur.trice » et « Superviseur.se d'effets-spéciaux » ne le sont pas étant donnée leur récente date de création.
Les étudiants concluent leurs études à La CinéFabrique par la réalisation d'un film de fin d'études.
Des formations continues sont également accessibles aux professionnels voulant se perfectionner dans leurs domaines.

## Moyens techniques et financiers
L'école bénéficie d'un soutien financier important de l'État (CNC, ministère de la Culture…), de la région Auvergne-Rhône-Alpes ainsi que de diverses autres institutions publiques et privées. En 2018, le budget de l'école se montait à 3,5 millions d'euros. Elle dispose de plus de 8 000 m2 de locaux.
Grâce à un co-financement CNC-Région, la CinéFabrique s'est dotée de dix-huit boxes de post-production, dix-sept salles de montage professionnelles (dont six équipées en 5.1), deux studios de tournage, une salle de projection et quatre auditoriums de mixage. L'école offre également à ses étudiants un parc important de matériel professionnel : caméras Arri Mini, Varicam, Sony F55, Sony Venice, caméras argentiques Super 16 Aaton XTR Prod, optiques Cooke, Zeiss, Angénieux et Sony, enregistreurs Aaton Cantar, Sonosax, SoundDevice, Nagra, microphones Shoeps, appareils photos Alpha 7, matériel lumière, matériel de machinerie, etc.

## Principes et identité de l'école
L'école se distingue des autres établissements par sa politique de mixité sociale et culturelle,,. L'écrit n'est ainsi pas discriminant lors du concours d'entrée, aucun diplôme n'est requis pour être admis.
La CinéFabrique a une identité forte, qui se concrétise par une cantine scolaire collaborative bio et locale, des périodes d'intégration, une ouverture à l'international riche (programme d'échange Cine Nomad School, participation des étudiants au festival Camerimage) un apprentissage du cinéma essentiellement par la pratique, etc.
La CinéFabrique anime par ailleurs des ateliers de réalisation dans des quartiers lyonnais ou zones rurales où des cinéastes vont accompagner des jeunes entre 15 et 20 ans à écrire et réaliser des courts métrages de fiction.

## Le concours
L'admission se fait par un concours sur trois tours, l'écrit n'est pas discriminant et le baccalauréat n'est pas nécessaire (sur dérogation).
Au premier tour, il est demandé un court métrage de trois minutes maximum sur un thème (ex. : « Autoportrait », « Ma rue », « Ma cousine », « Sur tes lèvres », « Ensemble », « Draguer, confiné.e », « Enfin ! », "Encore Heureux!") ainsi que deux questionnaires en ligne de trois heures chacun (l'un général, l'autre spécialisé selon la section demandée), une lettre de motivation, un portfolio, un CV. Plus de 100 examinateurs, majoritairement des professionnels du cinéma (réalisateurs, chefs opérateurs, ingénieurs du son, etc.), supervisent ces épreuves. Le deuxième tour propose deux journées à l'école, l'une spécialisée (selon la section demandée) et l'autre un atelier tournage. Enfin le troisième tour est un oral d'une dizaine de minutes devant un jury composé d'une quinzaine de professionnels en exercice.
Chaque année, environ 1 200 candidats se présentent, pour 35 places jusqu'en 2022 (100 depuis l'ouverture du campus marseillais).

## Les intervenants
Chaque semaine, un intervenant vient partager ses expériences et accompagner les étudiants dans son domaine professionnel lors d'ateliers spécifiques ou non (par exemple : workflow, écriture documentaire, principes optiques, direction d'acteurs, etc.). Cet enseignement se déroule en petit effectif, par groupe de moins de dix élèves pour un intervenant. Les projets (écriture, production, tournage, post-production) sont également encadrés par des intervenants professionnels.
On compte plus de 500 intervenants en activité à ce jour, parmi eux des cinéastes comme Mathieu Amalric, Jean-Pierre et Luc Dardenne, Naomi Kawase, Émilie Deleuze, Sébastien Lifshitz, des chefs opérateurs comme Julien Hirsch, Caroline Champetier, Agnès Godard, Sébastien Buchmann, Tom Stern, des acteurs et actrices tels Karin Viard, Jean-Pierre Darroussin ou Grégory Gadebois, mais aussi des ingénieurs du son comme Jean-Pierre Duret, des monteurs comme Yann Dedet, Nelly Quettier, des photographes, des chorégraphes, des producteurs comme Patrick Sobelman, Jean Des Forêts, Denis Freyd, des étalonneurs, des danseurs professionnels comme le célèbre Yorki et le renommé Claude Mourieras ou encore des inventeurs comme Jean-Pierre Beauviala.

## Anciens élèves notoires
- Anton Balekdjian (promo 3) co-réalisateur avec ses camarades Léo Couture et Mattéo Eustachon, d'un premier long métrage, Mourir à Ibiza (Un film en trois étés).
- Néhémie Lemal[18] (promo 2) - section image.
- Louise Courvoisier[19] (promo 1) - section scénario.
- Hugo Martin[20] (promo 5) - section image.
- Jules Cottier (promo 6) - section scenario
- Victor Delanier (promo 9) - section image